# العلاقات النيجرية الباربادوسية
العلاقات النيجرية الباربادوسية هي العلاقات الثنائية التي تجمع بين النيجر وباربادوس.

## مقارنة بين البلدين
هذه مقارنة عامة ومرجعية للدولتين:
| وجه المقارنة                                              | النيجر          | باربادوس       |
| --------------------------------------------------------- | --------------- | -------------- |
| المساحة (كم2)                                             | 1.27 مليون      | 439            |
| عدد السكان (نسمة)                                         | 21.48 مليون     | 285.72 ألف     |
| الكثافة السكانية (ن./كم²)                                 | 16.91           | 65.08 ألف      |
| العاصمة                                                   | نيامي           | بريدج تاون     |
| اللغة الرسمية                                             | لغة فرنسية      | لغة إنجليزية   |
| العملة                                                    | فرنك غرب أفريقي | دولار بربادوسي |
| الناتج المحلي الإجمالي (بليون دولار)                      | 8.12 مليار      | 4.80 مليار     |
| الناتج المحلي الإجمالي (تعادل القوة الشرائية) بليون دولار | 19.01 مليار     | 4.66 مليار     |
| الناتج المحلي الإجمالي الاسمي للفرد دولار أمريكي          | 358             | 15.43 ألف      |
| الناتج المحلي الإجمالي للفرد دولار أمريكي                 | 938             | 16.06 ألف      |
| مؤشر التنمية البشرية                                      | 0.348           | 0.795          |
| رمز المكالمات الدولي                                      | +227            | +1246          |
| رمز الإنترنت                                              | .ne             | .bb            |
| المنطقة الزمنية                                           | ت ع م+01:00     | 00             |

## منظمات دولية مشتركة
يشترك البلدان في عضوية مجموعة من المنظمات الدولية، منها:
| علم المنظمة | اسم المنظمة                                 | تاريخ انضمام النيجر | تاريخ انضمام باربادوس |
| ----------- | ------------------------------------------- | ------------------- | --------------------- |
|             | مؤسسة التنمية الدولية                       | 24 أبريل 1963       | 29 سبتمبر 1999        |
|             | يونسكو                                      | 10 نوفمبر 1960      | 24 أكتوبر 1968        |
|             | وكالة ضمان الاستثمار متعدد الأطراف          | 10 مايو 2012        | 12 أبريل 1988         |
|             | الأمم المتحدة                               | 20 سبتمبر 1960      | 9 ديسمبر 1966         |
|             | مجموعة دول أفريقيا والكاريبي والمحيط الهادئ | ?                   | ?                     |
|             | الاتحاد البريدي العالمي                     | ?                   | ?                     |
|             | البنك الدولي للإنشاء والتعمير               | 24 أبريل 1963       | 12 سبتمبر 1974        |
|             | الاتحاد الدولي للاتصالات                    | 14 نوفمبر 1960      | 16 أغسطس 1967         |
|             | منظمة حظر الأسلحة الكيميائية                | ?                   | ?                     |
|             | مؤسسة التمويل الدولية                       | 7 يناير 1980        | 25 يونيو 1980         |
|             | المركز الدولي لتسوية المنازعات الاستشارية   | 14 ديسمبر 1966      | 1 ديسمبر 1983         |
|             | منظمة التجارة العالمية                      | ?                   | ?                     |
|             | منظمة الشرطة الجنائية الدولية               | ?                   | ?                     |

## وصلات خارجية
- موقع وزارة الخارجية الباربادوسية